# NGC 2813
NGC 2813 је лентикуларна галаксија у сазвежђу Рак која се налази на NGC листи објеката дубоког неба.
Деклинација објекта је + 19° 54' 25" а ректасцензија 9h 17m 45,4s. Привидна величина (магнитуда) објекта NGC 2813 износи 14,3 а фотографска магнитуда 15,3. NGC 2813 је још познат и под ознакама UGC 4916, MCG 3-24-37, CGCG 91-61, NPM1G +20.0206, PGC 26252.